# Le Renouard
Le Renouard est une commune française, située dans le département de l'Orne en région Normandie, peuplée de 203 habitants.

## Géographie

### Hydrographie
La commune est située dans le bassin Seine-Normandie. Elle est drainée par la Monne, le ruisseau de Crouttes, le fossé 01 de la Cour Saint-Aubin, le fossé 01 du Château de Corday, le fossé 01 du Ménil Imbert, le fossé 01 du Village, le fossé 02 de Lortier, le ruisseau de Tanqueray et le ruisseau du Chateau,,.
La Monne, d'une longueur de 15 km, prend sa source dans la commune  et se jette  dans la Vie à Val-de-Vie, après avoir traversé cinq communes. 

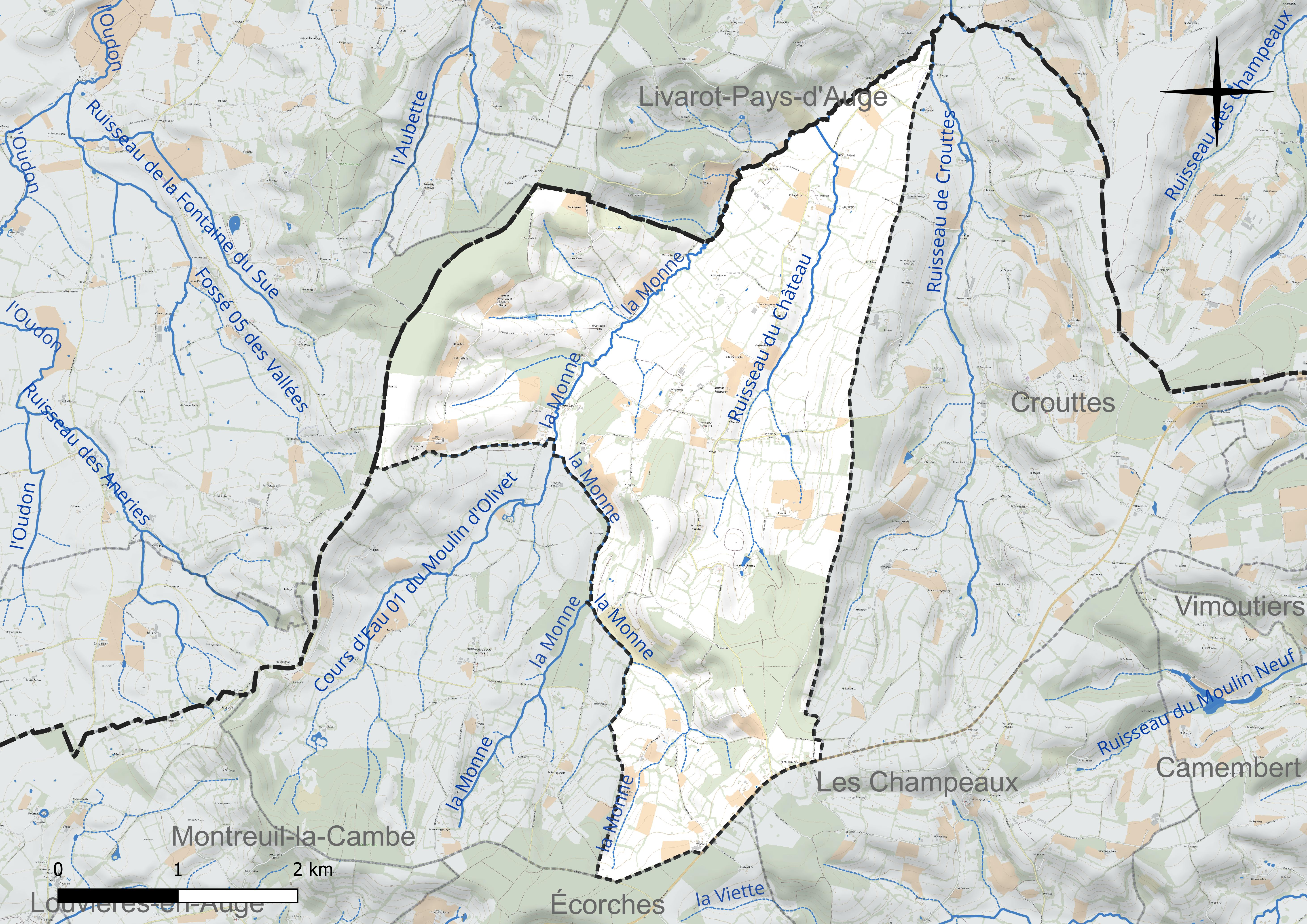
Réseau hydrographique du Renouard.

### Climat
Pour des articles plus généraux, voir Climat de la Normandie et Climat de l'Orne.
En 2010, le climat de la commune est de type climat océanique franc, selon une étude du CNRS s'appuyant sur une série de données couvrant la période 1971-2000. En 2020, Météo-France publie une typologie des climats de la France métropolitaine dans laquelle la commune est exposée à un climat océanique et est dans la région climatique Normandie (Cotentin, Orne), caractérisée par une pluviométrie relativement élevée (850 mm/a) et un été frais (15,5 °C) et venté. Parallèlement le GIEC normand, un groupe régional d’experts sur le climat, différencie quant à lui, dans une étude de 2020, trois grands types de climats pour la région Normandie, nuancés à une échelle plus fine par les facteurs géographiques locaux. La commune est, selon ce zonage, exposée à un « climat contrasté des collines », correspondant au Pays d’Auge, Lieuvin et Roumois, moins directement soumis aux flux océaniques et connaissant toutefois des précipitations assez marquées en raison des reliefs collinaires qui favorisent leur formation.
Pour la période 1971-2000, la température annuelle moyenne est de 10,1 °C, avec une amplitude thermique annuelle de 13,1 °C. Le cumul annuel moyen de précipitations est de 829 mm, avec 11,9 jours de précipitations en janvier et 8,2 jours en juillet. Pour la période 1991-2020, la température moyenne annuelle observée sur la station météorologique la plus proche, située sur la commune de Ticheville à 12 km à vol d'oiseau, est de 10,9 °C et le cumul annuel moyen de précipitations est de 826,1 mm,. Pour l'avenir, les paramètres climatiques de la commune estimés pour 2050 selon différents scénarios d’émission de gaz à effet de serre sont consultables sur un site dédié publié par Météo-France en novembre 2022.

## Urbanisme

### Typologie
Au 1er janvier 2024, Le Renouard est catégorisée commune rurale à habitat très dispersé, selon la nouvelle grille communale de densité à sept niveaux définie par l'Insee en 2022.
Elle est située hors unité urbaine et hors attraction des villes,.

### Occupation des sols
L'occupation des sols de la commune, telle qu'elle ressort de la base de données européenne d’occupation biophysique des sols Corine Land Cover (CLC), est marquée par l'importance des territoires agricoles (89,2 % en 2018), une proportion sensiblement équivalente à celle de 1990 (89,9 %). La répartition détaillée en 2018 est la suivante : 
prairies (79,7 %), forêts (10,8 %), terres arables (5,6 %), zones agricoles hétérogènes (3,9 %). L'évolution de l’occupation des sols de la commune et de ses infrastructures peut être observée sur les différentes représentations cartographiques du territoire : la carte de Cassini (XVIIIe siècle), la carte d'état-major (1820-1866) et les cartes ou photos aériennes de l'IGN pour la période actuelle (1950 à aujourd'hui).

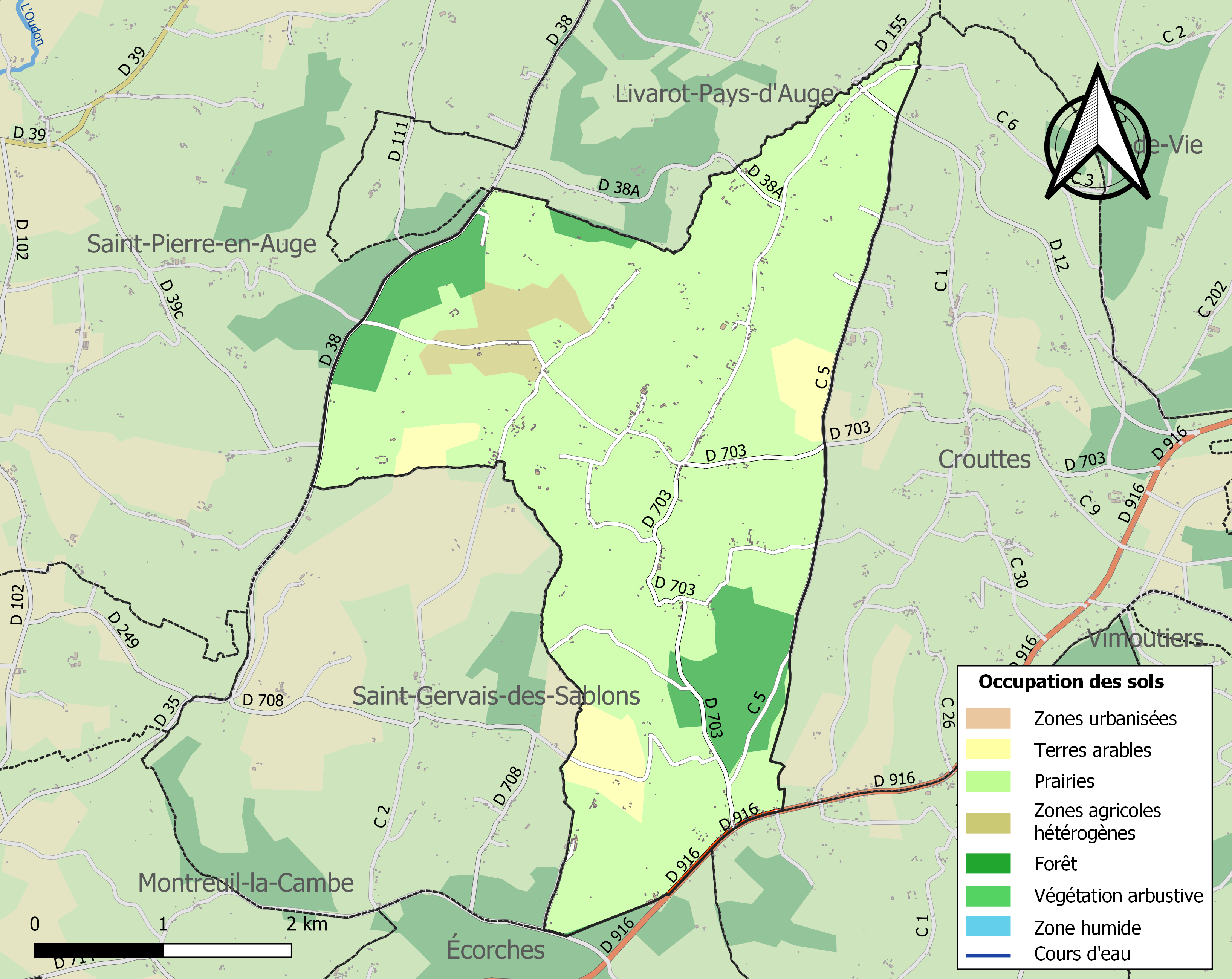
Carte des infrastructures et de l'occupation des sols de la commune en 2018 (CLC).

## Toponymie
Le nom de la localité est attesté sous les formes mesnillum Renardi vers 994, masnile Rainuardi en 1025, de Mesnillo Regnouardi vers 1350.
Le mesnil est un élément de toponymie très usité dans la France septentrionale et en Belgique, mesnil désignait jusqu'à l'Ancien Régime un domaine rural. Forme altérée du bas latin mansionile (diminutif du latin mansio « gîte-relais situé le long d’une voie romaine »), Renouard est un anthroponyme.
Le toponyme signifie « le mesnil de Raynouard », avant de se réduire à la forme actuelle.

## Politique et administration
| Période                                  | Période   | Identité         | Étiquette | Qualité              |
| ---------------------------------------- | --------- | ---------------- | --------- | -------------------- |
| 1972                                     | 1989      | Michel Hardy     |           |                      |
| 1989                                     | mars 2001 | Claude Michau    |           |                      |
| mars 2001                                | mars 2008 | Élie de Lajarte  | SE        |                      |
| mars 2008                                | En cours  | Georges Langlois | SE        | Ingénieur (retraité) |
| Les données manquantes sont à compléter. |           |                  |           |                      |

## Démographie
L'évolution du nombre d'habitants est connue à travers les recensements de la population effectués dans la commune depuis 1793. Pour les communes de moins de 10 000 habitants, une enquête de recensement portant sur toute la population est réalisée tous les cinq ans, les populations de référence des années intermédiaires étant quant à elles estimées par interpolation ou extrapolation. Pour la commune, le premier recensement exhaustif entrant dans le cadre du nouveau dispositif a été réalisé en 2007.
En 2022, la commune comptait 203 habitants, en évolution de +2,53 % par rapport à 2016 (Orne : −3,21 %, France hors Mayotte : +2,11 %).
| 1793 | 1800 | 1806 | 1821 | 1836 | 1841 | 1846 | 1851 | 1856 |
| ---- | ---- | ---- | ---- | ---- | ---- | ---- | ---- | ---- |
| 687  | 670  | 753  | 720  | 711  | 875  | 812  | 766  | 674  |

| 1861 | 1866 | 1872 | 1876 | 1881 | 1886 | 1891 | 1896 | 1901 |
| ---- | ---- | ---- | ---- | ---- | ---- | ---- | ---- | ---- |
| 682  | 650  | 611  | 598  | 586  | 580  | 578  | 559  | 548  |

| 1906 | 1911 | 1921 | 1926 | 1931 | 1936 | 1946 | 1954 | 1962 |
| ---- | ---- | ---- | ---- | ---- | ---- | ---- | ---- | ---- |
| 519  | 472  | 433  | 429  | 413  | 430  | 396  | 388  | 344  |

| 1968 | 1975 | 1982 | 1990 | 1999 | 2006 | 2007 | 2012 | 2017 |
| ---- | ---- | ---- | ---- | ---- | ---- | ---- | ---- | ---- |
| 330  | 258  | 216  | 182  | 199  | 189  | 187  | 187  | 202  |

| 2022 | - | - | - | - | - | - | - | - |
| ---- | - | - | - | - | - | - | - | - |
| 203  | - | - | - | - | - | - | - | - |

## Lieux et monuments

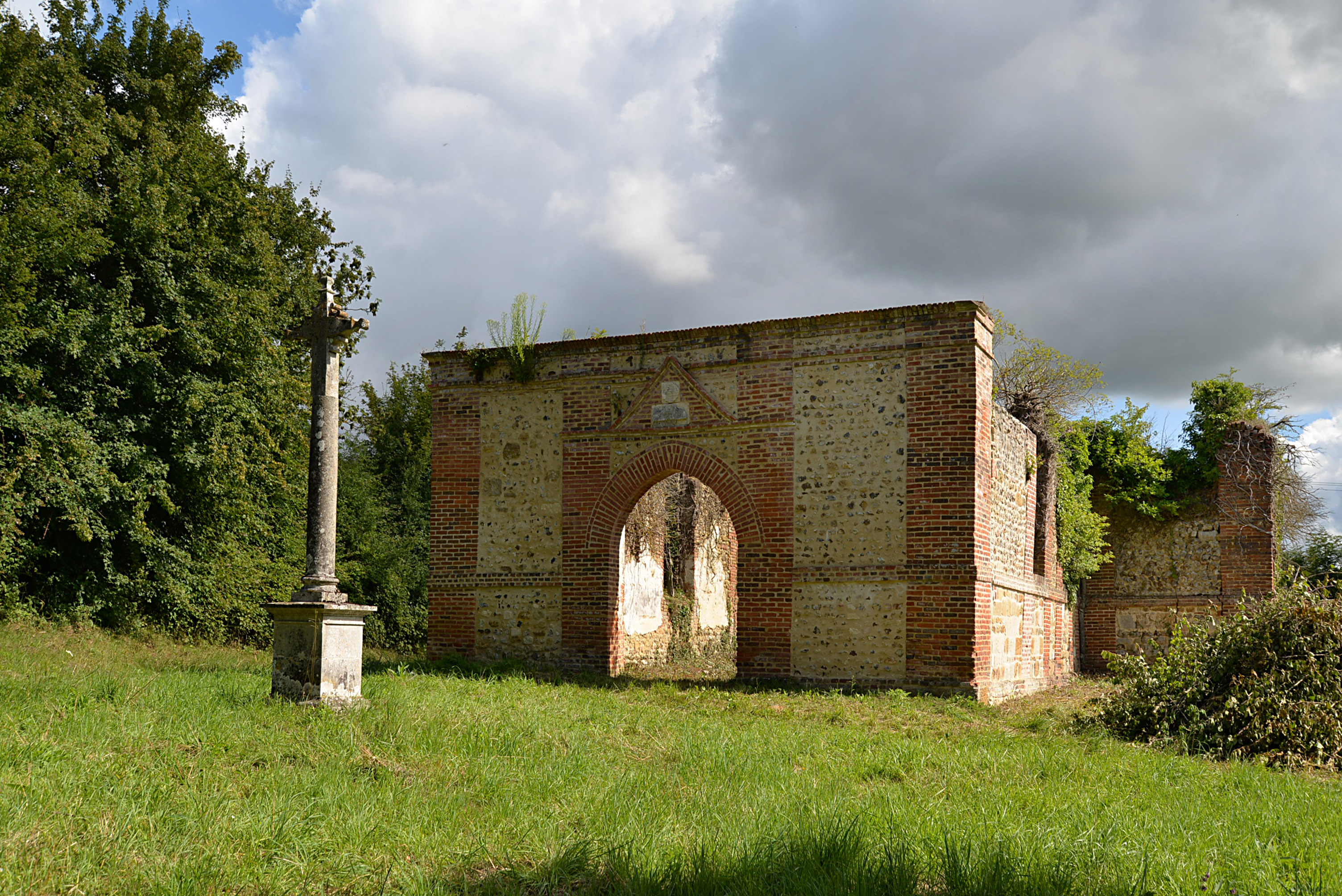
Les vestiges de l'église Saint-Martin du Ménil-Imbert.

- Le château du Renouard, ancien château fort de la famille de Bailleul depuis le VIIIe siècle, incendié en 1119 sur ordre de Henri Ier, roi d'Angleterre, selon Orderic Vital[32]. Reconstruit dans la deuxième moitié du XVe siècle, il passa ensuite aux Souvré en 1582, aux Louvois en 1662 et aux Corday en 1752[33].
- Le château de Corday ou manoir de Cauvigny de la fin de Moyen Âge[34], inscrit au titre des monuments historiques par arrêté du 29 novembre 1948[35].
- Le manoir de Granchamp.
- Le manoir de la Cours Montreuil.
- L'église Saint-Martin du Ménil-Imbert, lieu de conflit religieux dans les années 1660 (Étienne Fouasse chassé par l'abbé Crestey).
- La ferme de la Coulonche, inscrite au titre des monuments historiques par arrêté du 15 décembre 2003[36].
- L'église Saint-Pierre, reconstruite au XVe siècle[37].

L'église Saint-Pierre
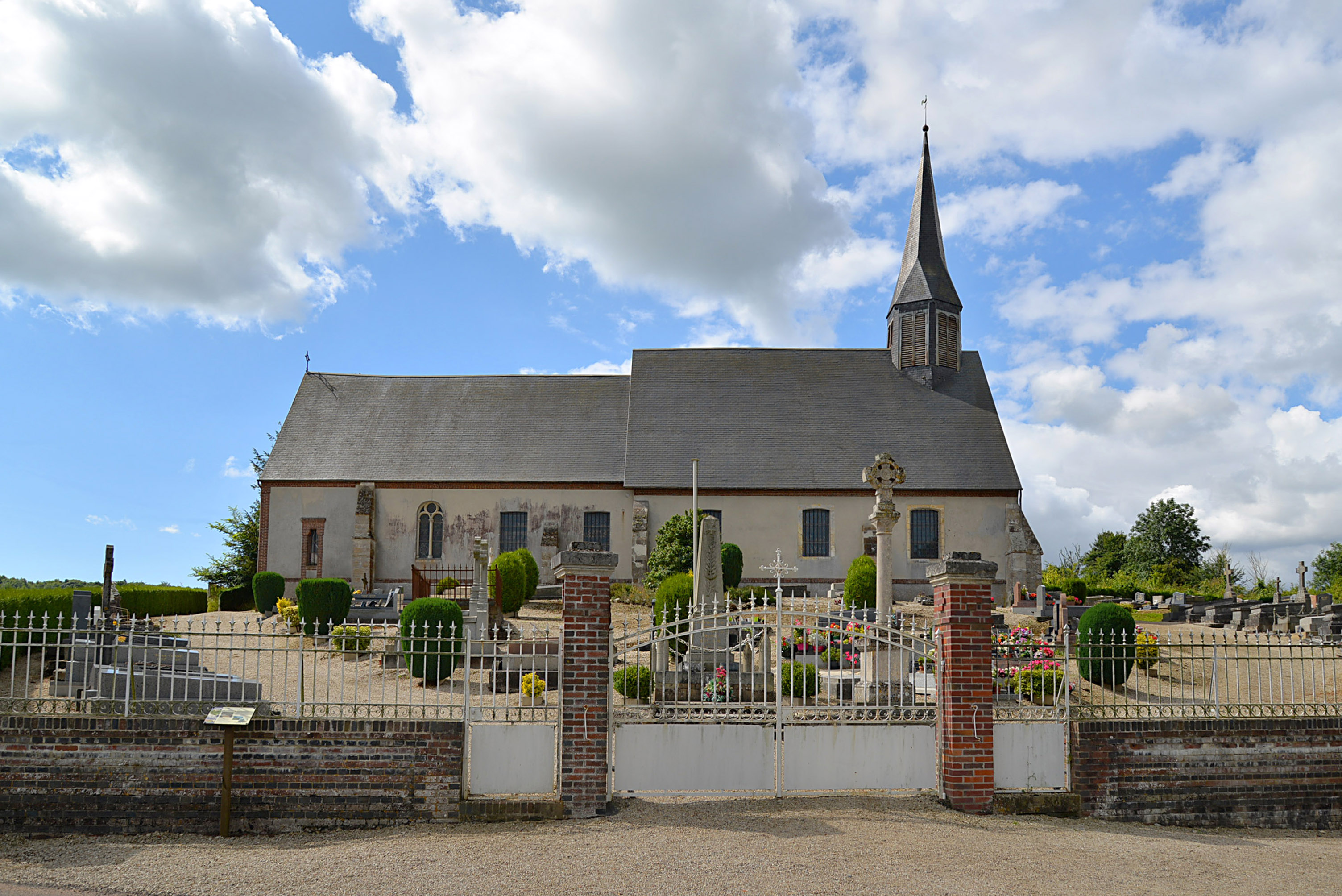
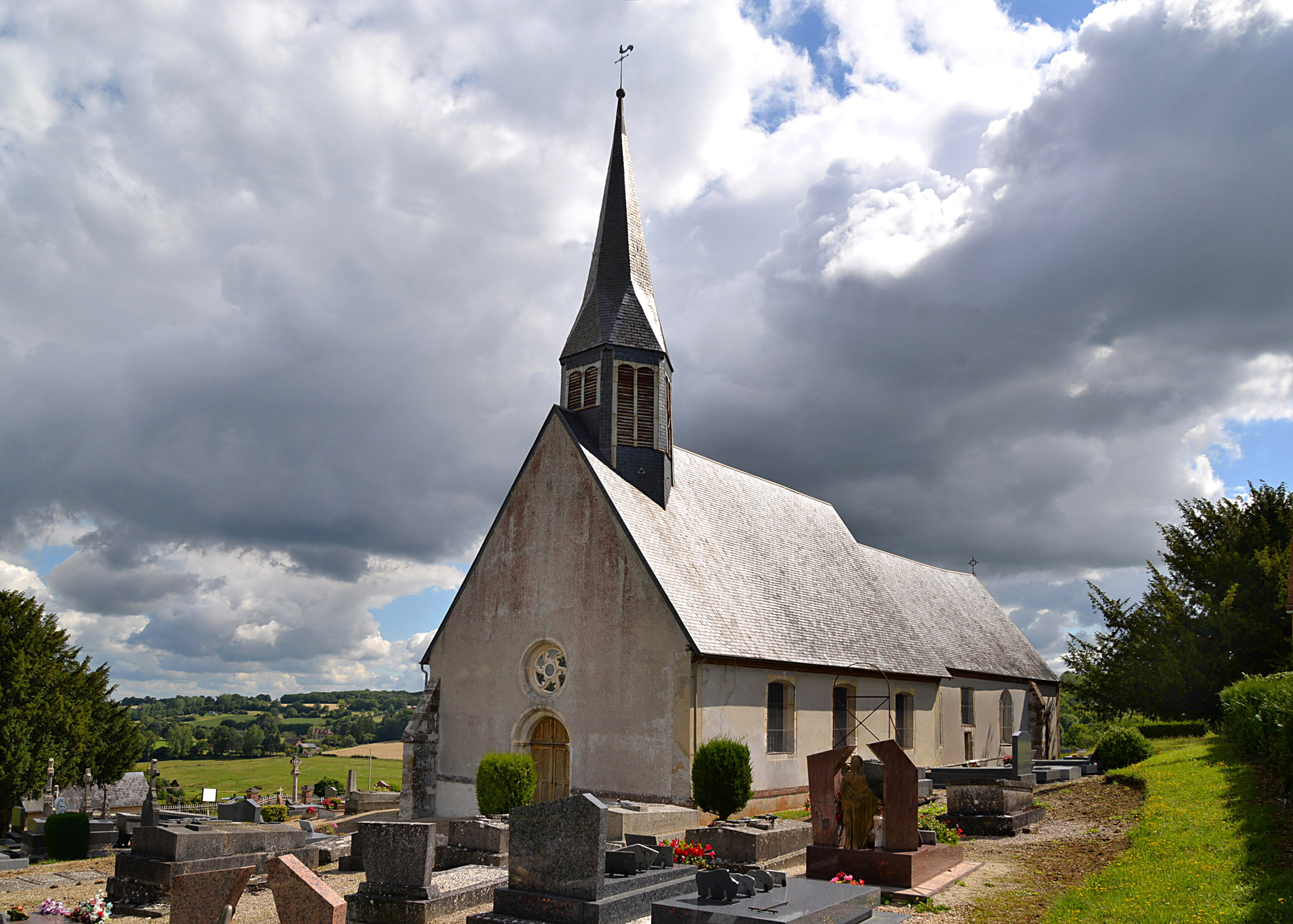

## Personnalités liées à la commune
- Édouard Joseph Durand (1832-1881), missionnaire, né au Renouard ;
- Le cycliste Gérard Saint a vécu au Renouard durant ses jeunes années[38].